# Объединение буддистов Калмыкии
Объединение буддистов Калмыкии — централизованная религиозная буддийская организация, действующая на территории республики Калмыкия.

## Деятельность
На конец 2020 года в ОБК входило 17 местных буддийских общин. На начало 2020 года в Калмыкии было построено более 30 хурулов и молельных домов, 200 буддийских ступ. Крупным событием в религиозной жизни региона стало открытие в Лагани одной из самых больших статуй в Европе Будды Майтреи высотой 12,5 метров. 
Со дня своего основания буддийская община ведет благотворительную деятельность.